# Triplophysa polyfasciata
Triplophysa polyfasciata är en fiskart som beskrevs av Ding, 1996. Triplophysa polyfasciata ingår i släktet Triplophysa och familjen grönlingsfiskar. Inga underarter finns listade i Catalogue of Life.